# Serralada de Verkhoiansk

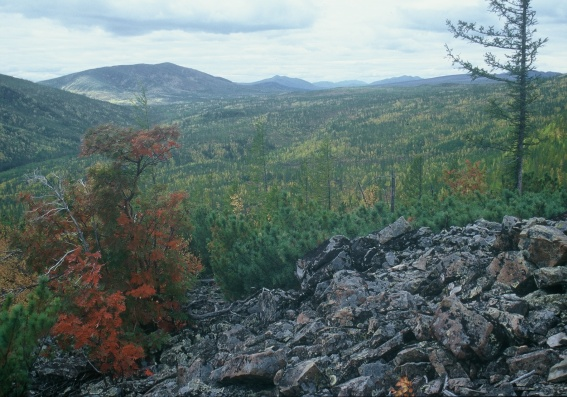
Vista de la serralada

La serralada de Verkhoiansk (en rus: Верхоянский хребет, Verkhoianski khrebet; Yakut , Üöhee Caaŋı sis xayata), és una serralada de Iakútia, situada a la frontera de les plaques litosfèriques eurasiàtica i nord-americana. Les muntanyes es van formar per plegament, i representen un anticlinal. La seva longitud total és d’uns 1200 km (des del delta del Lena fins al riu Tompó). La seva amplada oscil·la entre els 100 i els 250 km. L’alçada dels cims de les muntanyes supera els 2000 m.
La serralada de Verkhoiansk va ser coberta per glaceres durant l'últim període glacial i les muntanyes de la secció nord, com la serralada d'Orulgan, mostren un relleu alpí típic.
Hi ha jaciments de carbó, plata, plom, estany i zinc a les muntanyes.

## Descripció
La serralada de Verkhoiansk consta de dotzenes de serralades amb relleu de mitja muntanya (serralada d'Orulgan) i de muntanya baixa (serralades de Kular i Kharaulakh). La cresta de la carena és travessada per les profundes gorges dels rius de la conca del Lena.
És la divisòria d'aigües de les conques del Lena i l'Aldan a la banda occidental de la carena i l'Omoloi, el Iana i l'Indiguirka a l'est.
A la carena de Verkhoiansk hi neixen, entre d'altres, els rius Menkere, Sobolookh-Maian, Undiuliung, Dianixka, Tompó, Bitantai, Dulgalakh, Sartang i Nelsiere.
El punt més alt de la carena de Verkhoiansk, situat al sistema muntanyós de la serralada d'Orulgan, és un pic sense nom de 2409 m.

## Geografia
Sortint des de les costes del golf de Buor-Khaya al nord, s'estén cap al sud abastant aproximadament 1000 km a través de Sakhà, a l'est de les terres baixes de Yakutian central i a l'oest de la serralada Txersky, arribant a l’altiplà de Lena al sud i a les terres altes Yudoma-Maya al sud-est. Forma un vast arc entre els rius Lena i Aldan a l'oest i el riu Iana a l'est.
La serralada de Verkhoiansk té una prolongació al sud-est més alta que la serralada Suntar-Khaiata, que de vegades es considera com un sistema de serralada separat. Així, el punt més alt de la serralada en un sentit geogràfic restringit és un cim de 2.409 m d'alçada a la serralada d'Orulgan. Altres cims són l'Ulakhan-Bom, 1600 m, el Sette-Daban, 2012 m, l'Skalisti 2017 m, es troben a l'extrem sud i també es consideraven àrees separades en les obres geogràfiques clàssiques. Les dues serralades van ser estudiades el 1934 pel geòleg Yuri Bilibin (1901—1952) juntament amb l'enginyer de mines Evgeni Bobin (1897—1941) en el curs d'una expedició enviada pel govern de la Unió Soviètica. Després de realitzar el primer prospecció topogràfica de la zona, Bilibin va establir que les cadenes muntanyoses Skalisti i Sette-Daban pertanyen al sistema muntanyós de Verkhoiansk. Bilibin i Bobin també van explorar per primera vegada les terres altes Yudoma-Maya, situades al sud-est de les serres Ulakhan-Bom/Sette-Daban/Skalisty.

### Subintervals
A més de l'Orulgan, el sistema de la serralada comprèn una sèrie de subintervals, així com un altiplà, incloent els següents:

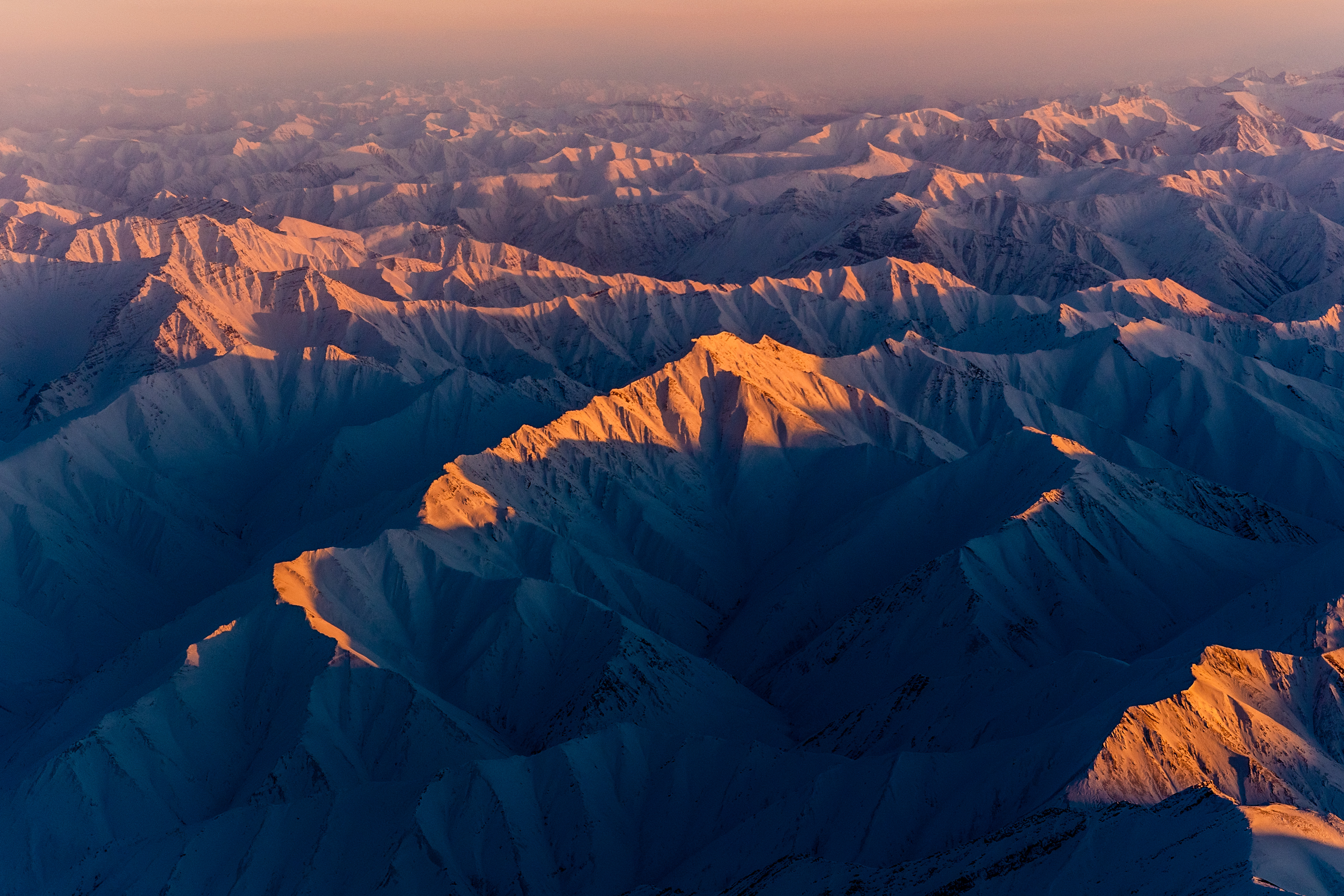
Serralada de Verkhoyansk

Secció nordal nord del cercle polar àrtic
- Serra de Kharaulakh, punt més alt 1429 m

- - Tuora Sis, punt més alt 990 m

- - Serra de Kunga, punt més alt 439 m

- Serralada Dzhardzhan, punt més alt 1925 m

- Serra de Sietinden, punt més alt 1929 m

- Serra de Kular, punt més alt 1289 m

- Serra de Byrandia, punt més alt 1915 m

- Serralada Kuyellyakh (Кюельляхский хребет), punt més alt 1483 m

Secció sudal sud del cercle polar àrtic
- Massís d'Etxiski, punt més alt 2063 m

- Altiplà d'Arkatxan, punt més alt 1351 m

- Serralada Tagindzhin, punt més alt 2084 m

- Serralada Muosuchan, punt més alt 1243 m

- Serralada Bigin, punt més alt 1152 m

- Serralada Kuturgin, punt més alt 1056 m

- Serralada Munni, punt més alt 1784 m[14]

- Serralada Kelter, punt més alt 2002 m

- Serralada Sorkin, punt més alt 1250 m

- Serralada Ust-Viliui, punt més alt 998 m (a prop de la Lena)[15]

- Serra de Chochum, punt més alt 1363 m

- Serra de Sordogin, punt més alt 1352 m

- Serra de Khabakh, punt més alt 1122 m (est)

- Serralada Khunkhadin, punt més alt 1802 m (est)

Secció més al sud (part de la gran serralada de Verkhoiansk, juntament amb el Suntar Khayata)
- Serra de Killakh, punt més alt 901 m

- Ulakhan-Bom, punt més alt 1830 m,[16]

- Sette-Daban, punt més alt 2102 m

- Serralada Skalisti, punt més alt 2017 m

|  |  |

### Hidrografia
El sistema muntanyós de Verkhoiansk separa les conques del riu Lena a l'oest i al sud-oest i l’Omoloy i Iana a l'est i al nord-est. Està profundament tallat per conques fluvials intermuntanyes. Molts afluents de la dreta del Lena flueixen cap a l'oest, amb les seves fonts a la serralada, com ara Kyundyudey, Undyulyung, Begidyan, Sobolokh-Mayan, Menkere, Dzhardzhan, Uel-Siktyakh, Kuranakh-Siktyakh, Byosyuke, Dykyan, Belyan, Lyankanyskekayan, Llyanyskany, Munni, Kele, Tukulan, Tumara, Nuora i Baray, entre d'altres. Al nord-est flueixen els afluents de l'Omoloy com el Kuranakh-Yuryakh, Arga-Yuryakh, Bukhuruk i Sietinde. El Tompo travessa la serralada a la seva part sud des de la seva font al Suntar Khayata. La vall de l'Aldan es troba al sud, on el riu fa un ample revolt.
Dels vessants orientals surten els rius Dulgalakh i Sartang, que formen el riu Iana més al nord, així com els seus afluents Bitantai, Nelgese, Derbeke i Baki, entre d'altres.
Els rius de les zones muntanyoses solen estar congelats entre setembre i maig.

## Geologia
Roques que formen la carena:
- limolites;
- gresos;
- pissarres;
- pedres calcàries;
- existeixen jaciments d'or i estany.

El permagel està molt estès.

## Flora
Els boscos de làrix són característics a altituds de fins a 800-1200 metres sobre el nivell del mar. Al damunt, hi trobem el vern arbustiu i el pi nan siberià. Encara més amunt es desenvolupa la tundra alpina que acull diverses espècies de molses i líquens. Alguns boscos poc boscosos de larix i pinus pumila es troben principalment en vessants suaus.

## Clima
Climàticament es considera una de les altes muntanyes més extraordinàries del món. Es troba directament a l’anomenat pol del fred de totes les zones habitades de la terra. A l'estiu es registren temperatures de fins a 35 graus centígrads, mentre que a l’hivern es poden produir temperatures inferiors a -60 graus centígrads a la banda est de tota la serralada. Això significa que es poden produir diferències de temperatura de fins a 100 graus en alguns llocs en un any. L'hivern aquí sol durar vuit mesos des de principis d'octubre fins a finals de maig i fins i tot deu mesos a més altitud.
Donat el clima extremadament rigorós (s’assoleixen les temperatures més baixes de l'hemisferi nord), les muntanyes estan pràcticament despoblades; els pocs centres habitats són centres miners, per permetre l'explotació de jaciments de plom, zinc, argent i carbó.
A causa del clima continental pur i les condicions topogràfiques de la zona circumdant, a l’hivern sorgeixen pics de fred pronunciats, estables i amb poca precipitació. En aquesta zona, l’hivern sol durar vuit mesos des de principis d’octubre fins a finals de maig i fins i tot deu mesos a les cotes més altes. La primavera i la tardor només duren un mes cadascuna. El curt estiu va des de mitjans de juny fins a mitjans d’agost.
La humitat mitjana anual a la zona és del 70% i no està subjecta a fluctuacions dignes de menció. A causa de la pluja orogràfica, les precipitacions ascendeixen a uns 350 mil·límetres anuals al costat oest, mentre que al costat est només hi ha 200 mil·límetres a l'any. Les muntanyes de Verkhoiansk tenen un impacte climàtic a gairebé tota Sibèria Oriental i es consideren un dels principals motius de la dispersió de la població.